# Fakultní základní škola při PedF UK Brdičkova
Fakultní základní škola při PedF UK Brdičkova je základní škola na Praze 13 poblíž zastávky metra linky B, Lužiny. Činnost zahájila 1. 9. 1986 a nese jméno po RNDr. Rudolfu Brdičkovi, DrSc. Od 1. ročníku se zde dělí třídy na matematické, jazykové a sportovní zaměření. V 6. třídě si žák může zvolit také zaměření počítačové či výtvarné. Brdičkova přijímá děti z okolních menších škol na 2. stupeň.

## Historie
Škola byla založena roku 1986. Od roku 1990 spolupracuje s Pedagogickou fakultou UK v Praze a titul Fakultní škola získala 24. března 1994. Studenti fakulty zde mají možnost provést své výzkumy k diplomové práci či zde provést samotnou pedagogickou praxi.

## Současnost
Škola sídlí v panelové dvoupatrové budově, která se skládá z 55 učeben, 17 z nich odborných. Velký počet učeben má k dispozici interaktivní tabuli, k tělovýchově je určeno velké hřiště za školou a 4 tělocvičny. Všichni žáci mají po dobu studia k dispozici zdarma licenci na balíček Microsoft Office 365.

### Akce
FZŠ Brdičkova pořádá každý konec listopadu akci zvanou Listopadání, při které se konají vánoční dílny pro děti i rodiče. Na jaře se anuálně koná velikonoční jarmark.

### Stravování
Pro školní stravování slouží dvě jídelny, každá pro jeden stupeň. Jídelny a školní kuchyně prošly v roce 2017 rozsáhlou rekonstrukcí. Za běžného školního provozu mají strávníci možnost volit z 2 jídel.

### Čajovna
V objektu školy se nachází čajovna, která funguje nejen pro studenty a učitele, ale i pro veřejnost. Kromě občerstvení je zde k zapůjčení pár stolních her například Carcassonne či Osadníci z Katanu.